# Fort Liard
Fort Liard, également appelé Echaot'l Koe ou Acho Dene Kue en esclave, est un village de la région du Dehcho dans les Territoires du Nord-Ouest au Canada. Il est situé à 37 km au nord de la frontière avec la Colombie-Britannique. Il est devenu accessible par la route grâce à l'achèvement de la route Liard en 1984. En 2016, Fort Liard a une population de 500 habitants.

## Démographie
Selon le recensement du Canada de 2016, Fort Liard a une population de 500 habitants. Cela correspond à une décroissance de 6,7% par rapport à 2011. Lors du recensement du Canada de 2006, environ 90% de la population s'est déclaré comme étant autochtone.
La communauté dénée de Fort Liard est représentée par la Première Nation Acho Dene Koe (en) et la communauté métisse par le Fort Liard Metis Local 67. Ces deux groupes font partie des Premières Nations Deh Cho, un conseil tribal représentant les Dénés et les Métis de la région du Dehcho des Territoires du Nord-Ouest.

## Climat
Fort Liard a un climat subarctique presque continental humide.
| Mois                                  | jan.       | fév.     | mars       | avril      | mai        | juin      | jui.      | août      | sep.       | oct.      | nov.      | déc.      | année           |
| ------------------------------------- | ---------- | -------- | ---------- | ---------- | ---------- | --------- | --------- | --------- | ---------- | --------- | --------- | --------- | --------------- |
| Température minimale moyenne (°C)     | −25,5      | −22,3    | −15,9      | −4,6       | 3          | 8,9       | 11,3      | 9,1       | 3,9        | −3,9      | −17,4     | −22,7     | −6,4            |
| Température moyenne (°C)              | −21,8      | −17,1    | −9,5       | 2          | 9,8        | 15,6      | 17,3      | 15,3      | 9,6        | 0         | −14       | −19,1     | −1              |
| Température maximale moyenne (°C)     | −17,9      | −11,8    | −3         | 8,6        | 16,5       | 22,2      | 23,3      | 21,4      | 15,2       | 3,9       | −10,6     | −15,4     | 4,4             |
| Record de froid (°C) date du record   | −46,7 1974 | −44 1990 | −39,8 2007 | −31,6 2007 | −14,5 2002 | −1,6 2011 | −0,1 2013 | −1,7 1973 | −11,7 1974 | −30 1984  | −43 1989  | −45 1995  | −46,7 15/1/1974 |
| Record de chaleur (°C) date du record | 14,8 2014  | 15 1992  | 19,9 2016  | 25 1977    | 32,6 2016  | 35,2 2021 | 35,2 2014 | 34,9 1999 | 30,5 1995  | 26,5 2003 | 13,5 2015 | 15,3 1999 | 35,2 13/7/2014  |
| Précipitations (mm)                   | 24,9       | 19,7     | 16,2       | 23         | 41,4       | 59,5      | 83,4      | 55,3      | 44         | 34,7      | 28,4      | 21,2      | 451,7           |
| dont neige (cm)                       | 26,3       | 21,3     | 16,8       | 17,9       | 3,8        | 0         | 0         | 0,2       | 2,7        | 23,5      | 30,3      | 22,5      | 165,4           |
| Nombre de jours avec précipitations   | 8          | 7        | 6,4        | 5,2        | 9,6        | 9,6       | 12        | 10,7      | 10,1       | 8,8       | 9,6       | 6,7       | 103,7           |
| Nombre de jours avec neige            | 8,1        | 7        | 6,5        | 3,7        | 1,4        | 0         | 0         | 0,1       | 0,7        | 6         | 9,6       | 6,7       | 49,7            |

| Diagramme climatique                                  |                |             |           |           |             |              |             |           |             |                |                |
| J                                                     | F              | M           | A         | M         | J           | J            | A           | S         | O           | N              | D              |
| −17,9−25,524,9                                        | −11,8−22,319,7 | −3−15,916,2 | 8,6−4,623 | 16,5341,4 | 22,28,959,5 | 23,311,383,4 | 21,49,155,3 | 15,23,944 | 3,9−3,934,7 | −10,6−17,428,4 | −15,4−22,721,2 |
| Moyennes : • Temp. maxi et mini °C • Précipitation mm |                |             |           |           |             |              |             |           |             |                |                |

## Transports

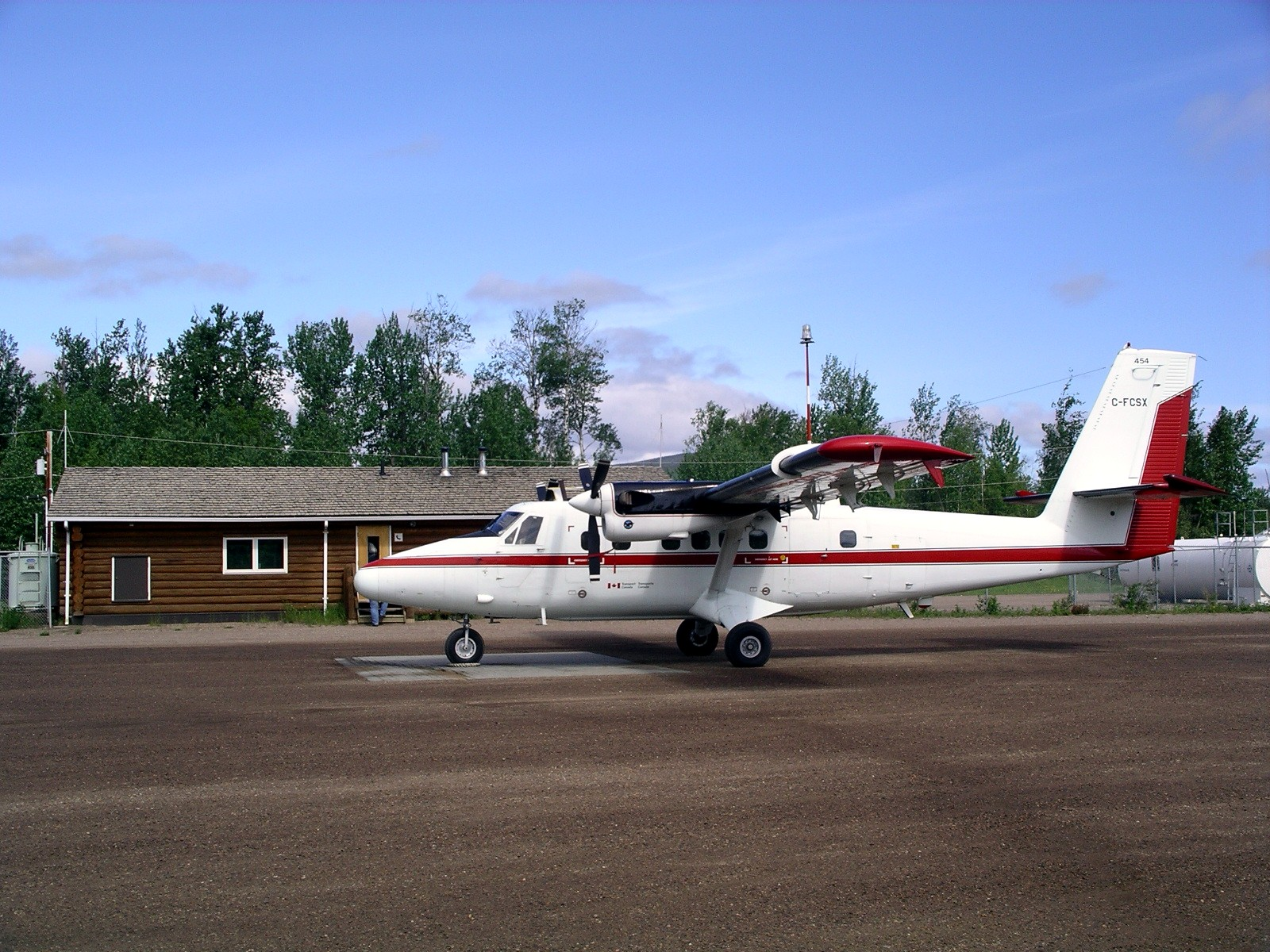
L'aéroport de Fort Liard en juin 2006

Fort Liard est desservi par l'aéroport de Fort Liard. Depuis 1984, il est accessible par la route grâce à l'achèvement de la route Liard qui correspond à la route 7 aux Territoires du Nord-Ouest et à la route 77 en Colombie-Britannique.

## Vivre à Fort Liard
Il n'y a que deux magasins à Fort Liard : un magasin général et un magasin de la North West Company (en). Il y a également un distributeur d'essence qui comprend un dépanneur ainsi qu'un marchand d'artisanat local. La communauté comprend une école qui enseigne tous les niveaux du primaire et du secondaire.
De plus, Fort Liard comprend une clinique médicale communautaire desservie par quatre infirmières, un détachement de la Gendarmerie royale du Canada desservi par quatre membres et un centre de recréation incluant une piscine, une patinoire, un centre pour les jeunes et des terrains de sports.

## Galerie

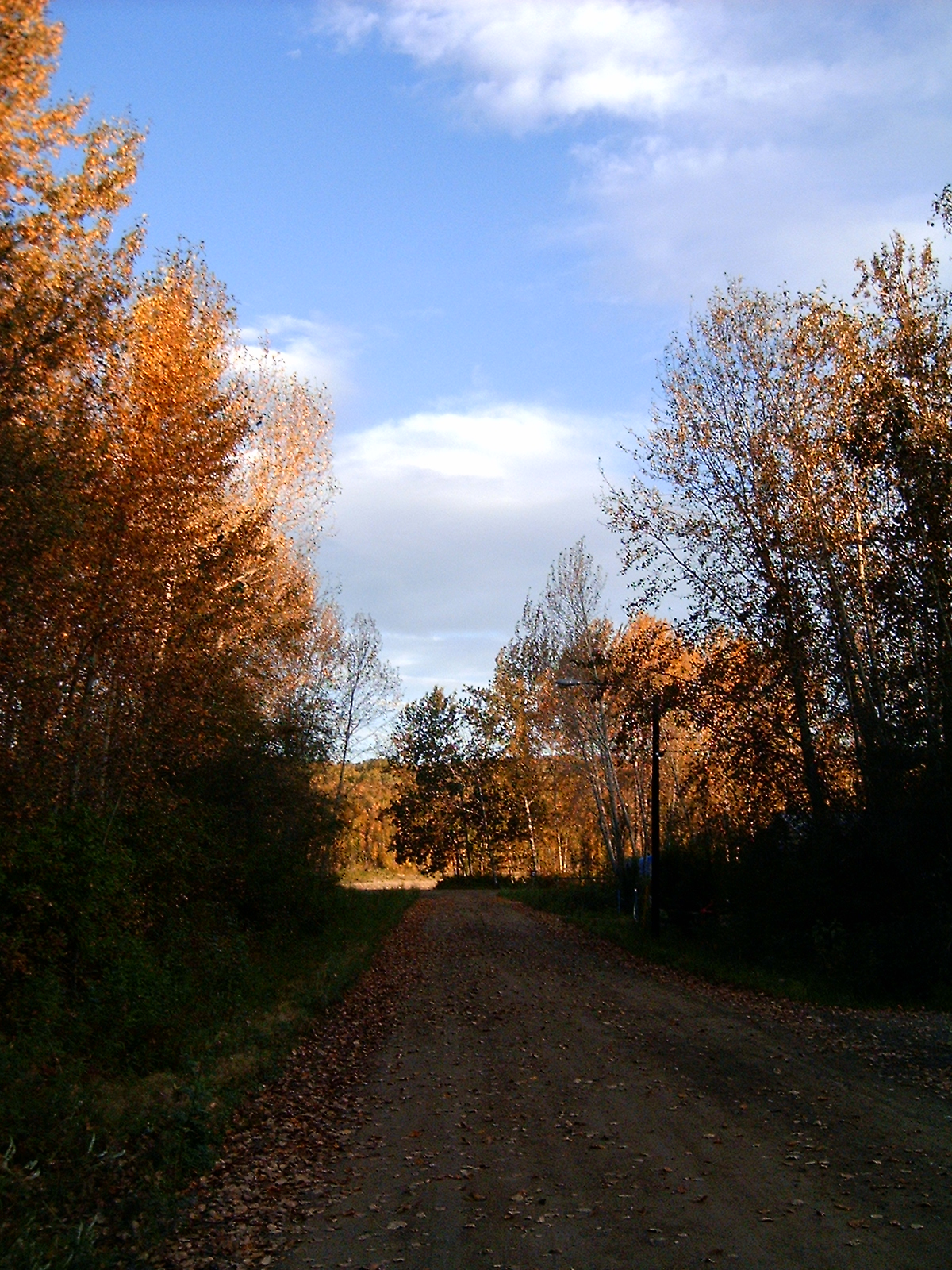
Automne à Fort Liard en septembre 2006
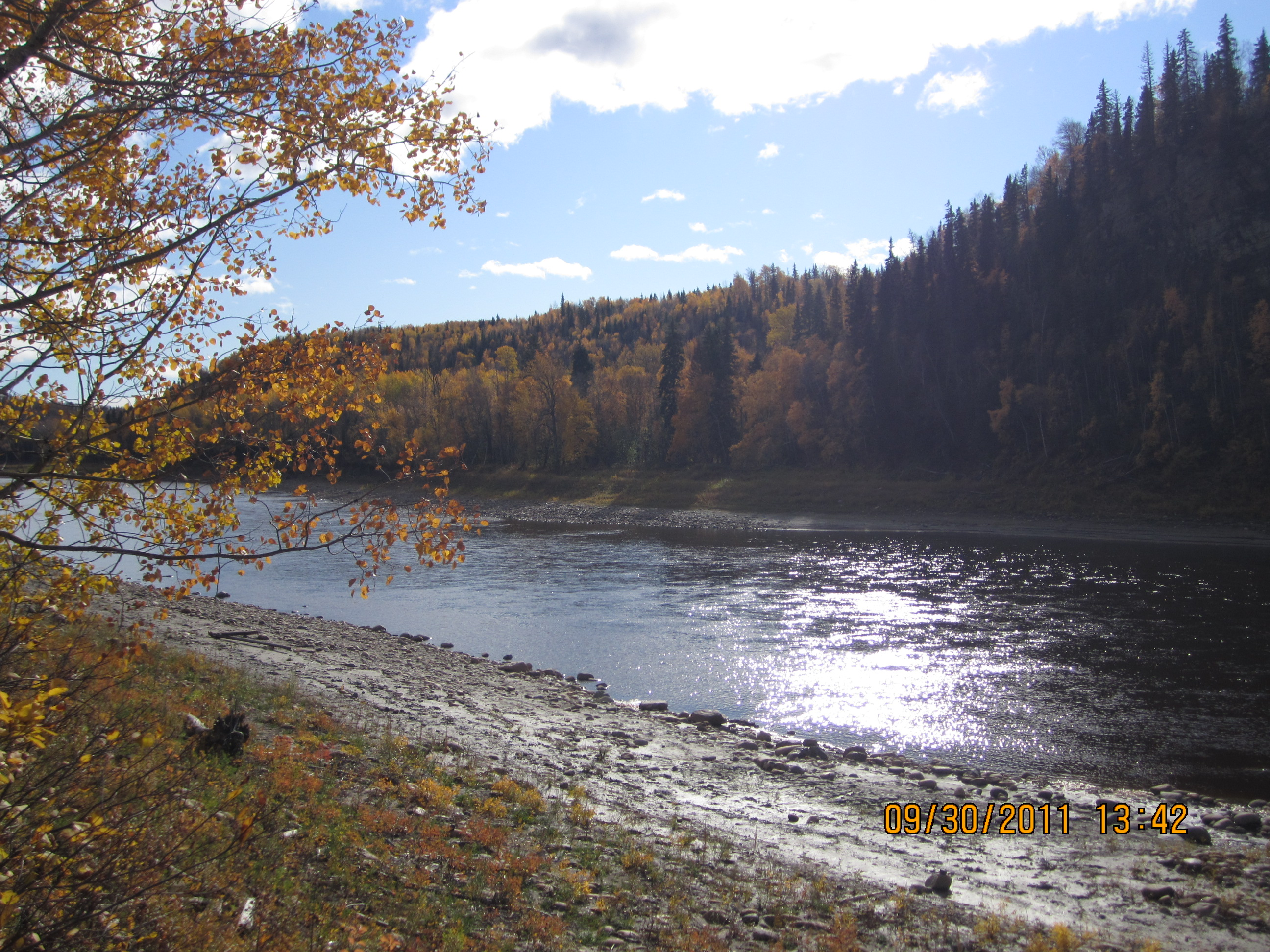
La rivière Petitor juste en amont de son embouchure dans la rivière Liard
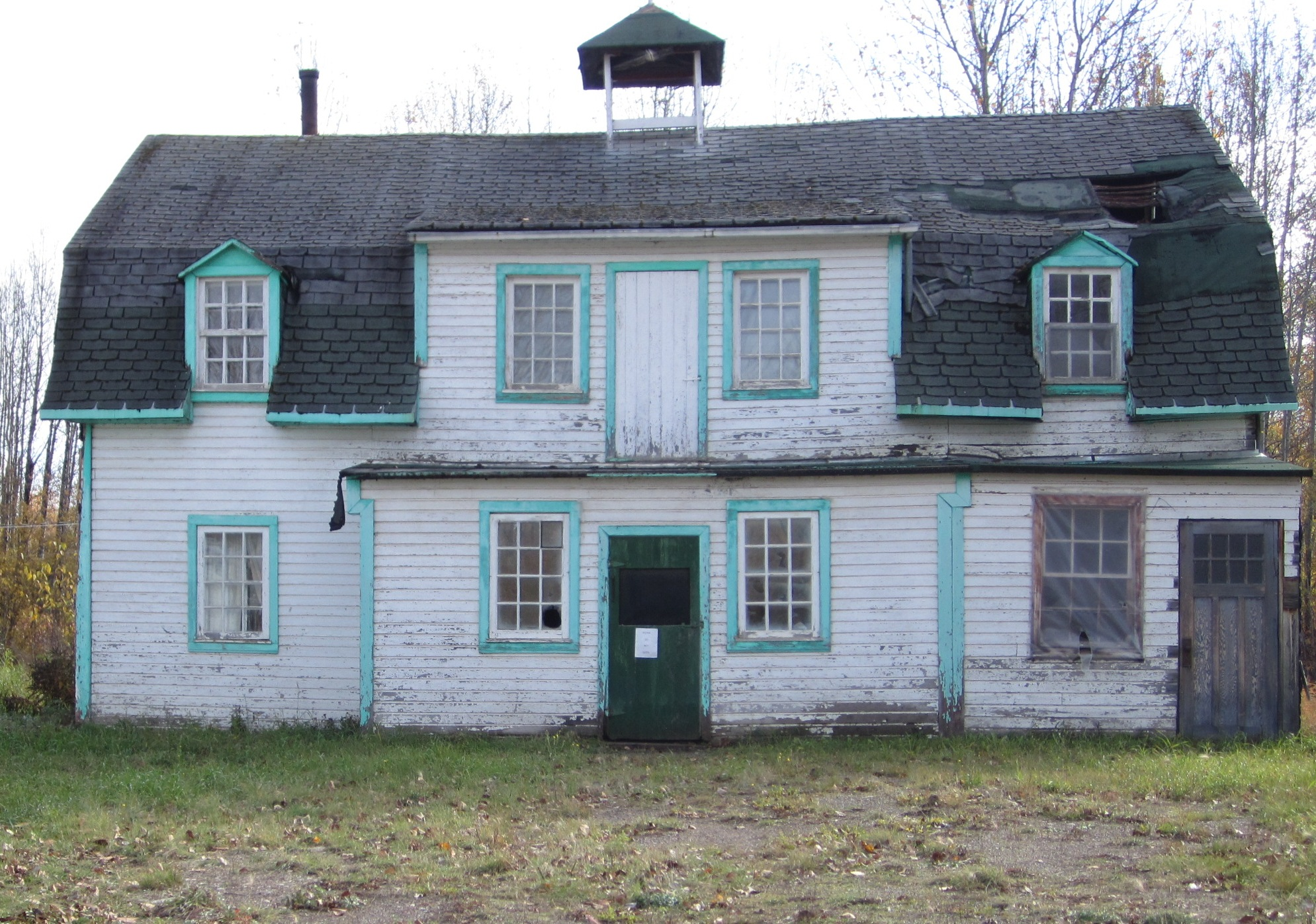
Église catholique à Fort Liard
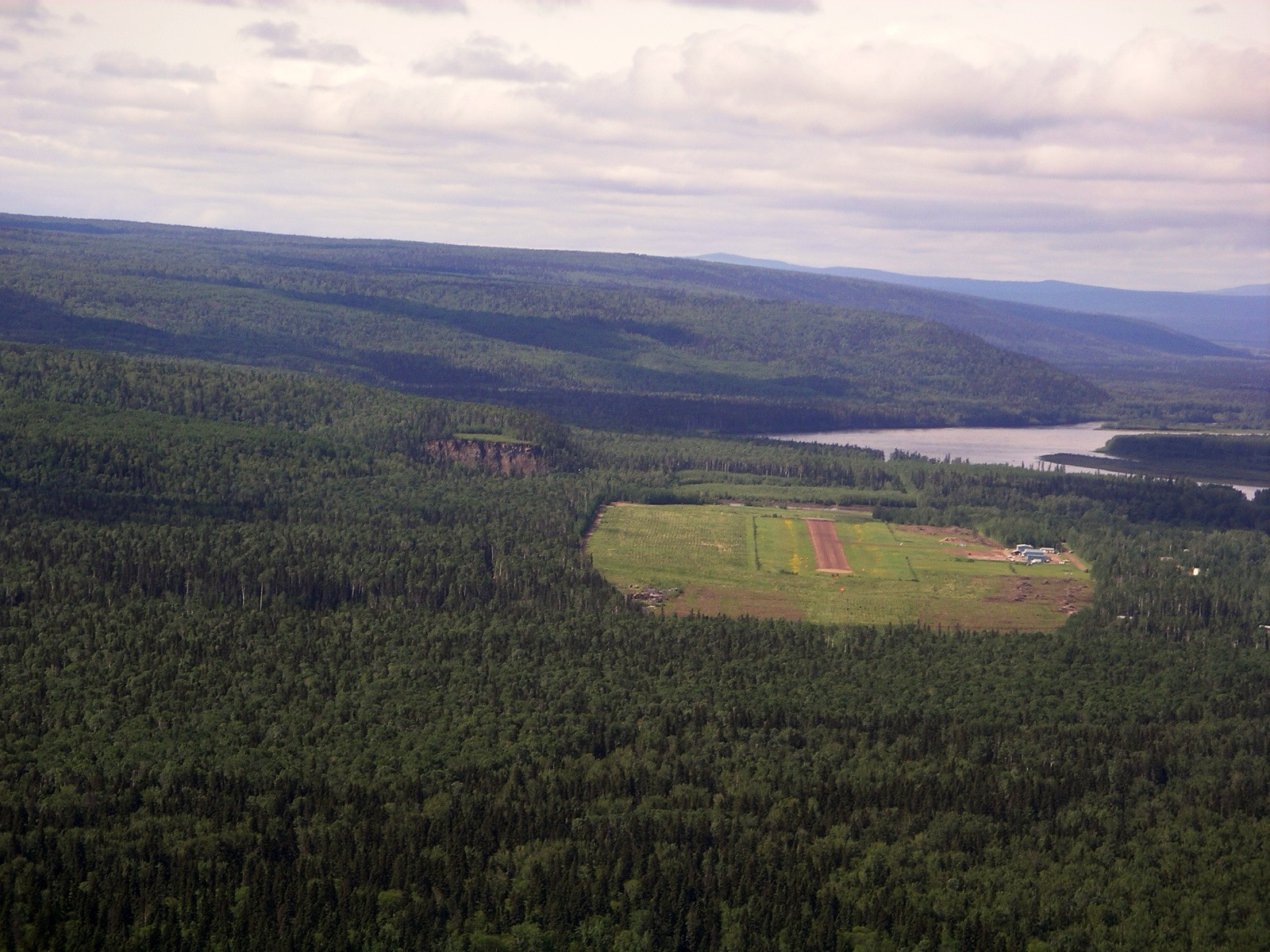
Vue aérienne de la piste d'atterrissage de l'aéroport de Fort Liard en juin 2006